# Ernst Grünfeld
Ernst Franz Grünfeld (Viena, 21 de noviembre de 1893-3 de abril de 1962) fue un ajedrecista austriaco, especialista en aperturas e inventor de la defensa Grünfeld.

## Biografía
Ernst Franz Grünfeld nació en Viena en 1893. Tras la Primera Guerra Mundial fue considerado uno de los diez mejores jugadores del mundo.
Entre sus victorias más importantes se encuentran el torneo de Merano de 1924, por delante de Akiba Rúbinstein y Rudolf Spielmann; Budapest 1926 por delante de Rúbinstein, Richard Réti y Savielly Tartákover; en el Trebitsch-Memorial de 1928 celebrado en Viena; en Mährisch-Ostrau en 1933, y en Budapest 1921 por detrás de Aliojin. Defendió el primer tablero de la selección austriaca en las cuatro olimpiadas que se celebraron entre 1927 y 1935.
A él se debe la popular Defensa Grünfeld, lo que le convierte en uno de los más destacados teóricos de las aperturas. A menudo consideraba buena una partida si conseguía salir con ventaja de la apertura. Aunque puso en práctica muchos sistemas que definen el estilo hipermoderno, prefería el estilo posicional. Sus libros más importantes están dedicados a la teoría de apertura, uno sobre el Gambito de dama y un manual de aperturas publicado en 1953.